# Un par de asesinos
Un par de asesinos es un film del año 1971, dirigida por el cineasta español Rafael Romero Marchent, en colaboración con su hermano Joaquín Luis Romero Marchent. Está enmarcada dentro del subgénero del spaghetti western.

## Argumento
Dos camaradas buscan al resto de un grupo de forajidos, quienes les dejaron en la estacada sin la parte correspondiente del botín. Una bella joven, María, se une a ambos, indisponiéndoles entre sí con su encanto, mientras un eficiente sheriff les sigue los pasos de cerca.